# Красная Заря (Миллеровский район)
Красная Заря — хутор в Миллеровском районе Ростовской области. Входит в состав Верхнеталовского сельского поселения.

## География

### Улицы
- ул. Дорожная,
- ул. Полевая,
- ул. Прудная.

## Население
| 2010 |
| ---- |
| 41   |